# Efferia leucocoma
Efferia leucocoma är en tvåvingeart som först beskrevs av Samuel Wendell Williston  1885.  Efferia leucocoma ingår i släktet Efferia och familjen rovflugor. Inga underarter finns listade i Catalogue of Life.